# 後藤仁
後藤 仁（ごとう じん、Jin Goto、1968年 - ）は、日本の平成・令和時代の日本画家・絵本画家。師系は、山本丘人、田中青坪、後藤純男。日本の伝統技法を活かした描法により、アジアや日本各地に取材した美人画を中心に、風景画、花鳥画等を手がける。また、日本画の技術を用いて高級壁紙の金唐革紙や、大垣祭の天井画、絵本の原画等の制作を行う。国立大学法人　東京藝術大学・デザイン科　非常勤講師。学校法人桑沢学園　東京造形大学　絵本講師。日本美術家連盟会員、日本中国文化交流協会会員、絵本学会会員。

## 概要
兵庫県赤穂市坂越生まれ。小学校1年生の時に大阪府堺市に移る。15歳の時、大阪市立工芸高等学校（現 大阪府立工芸高等学校）美術科に入学して、高校2年生で日本画を専攻し、卒業する。同校の卒業生には、日本画家の稗田一穂らがいる。この子供時代に、岡本太郎が審査委員長をつとめる絵画コンクールで佳作受賞する等、各種絵画公募展での入選・受賞は14回に及ぶ。
高校卒業後は東京に上京し、美術予備校の立川美術学院日本画科で村上隆らに、デッサン・着彩を2年間学ぶ。21歳で東京藝術大学絵画科日本画専攻に入学。当時の学長は平山郁夫である。大学では教授の加山又造、後藤純男、福井爽人らに日本画を学ぶ。大学3年生より金唐革紙（きんからかわし。手製高級壁紙のこと）の復元製作を始め、以後約12年間に「入船山記念館（呉市）」、「移情閣 ・孫文記念館（神戸市）」、「旧岩崎邸（台東区）」等の重要文化財建造物の復元事業に携わり、この技術も日本画制作に取り入れる。（現在、金唐革紙製作の完全な知識・技術を保持しているのは後藤仁のみとなっている。）東京藝術大学の卒業制作は、インドネシアのボロブドゥール遺跡に取材した「昇殿」（F150号）。
大学卒業後は日本画家として活動をする。活動初期は国内外の取材をもとに、プランバナン遺跡等の古代遺跡や阿蘇山・斜里岳等の自然をモチーフにした雄大な風景画や、野に咲く花々を多く描く。1998年頃より「アジアの美人画／日本の美人画」をテーマに、アジアや日本の伝統文化・舞踊等に取材した人物画を中心に描く。
現在までに、「赤穂市立田淵記念館（赤穂市立美術工芸館 田淵記念館）」、「JR藤並駅ちいさな駅美術館」、「丸善丸の内本店」、「銀座教文館ナルニア国」、「ちばぎんアートギャラリー日本橋」等の美術館・画廊・大型書店で多くの日本画個展を開く他、後藤純男門下による「翔の会日本画展（銀座松坂屋）」等のグループ展を全国の美術館・画廊・百貨店で多数開催する。絵画公募展での入選・受賞も多い。また、「紙の博物館（東京都王子）」、「呉市立美術館（広島県呉市）」、「大英博物館（イギリス）」等の金唐革紙展の製品を製作・展示する。
日本画作品の特長としては、鋭く繊細な鉄線描（てっせんびょう。法隆寺金堂壁画等に見られる技法）、幻想的・物語的な空間表現、中国の少数民族や各国の民族衣装の華麗な色彩表現、人物の清楚な美しさと人物の心を表出した目の描写の印象強さ等が挙げられる。また、アジア各国や日本各地での単独取材旅行を多く行う。
現在、千葉県松戸市にアトリエをかまえ、「アジアの美人画／日本の美人画」を中心画題として描く他、風景画や花鳥画等の小品も描く。また、日本・アジアの民話を元にした絵本の原画制作等、日本画を軸とした様々な絵画表現を探求している。２０１４年には作画絵本『犬になった王子 チベットの民話』（岩波書店）が、Internationale Jugendbibliothek München／ミュンヘン国際児童図書館の「The White Ravens ２０１４／ザ・ホワイト・レイブンス 国際推薦児童図書目録２０１４」に選定される。２０２５年には作画絵本『にじをかけたむすめ 中国・苗族のむかしばなし』（BL出版）が、こども家庭庁の「令和６年度 こども家庭庁こども家庭審議会推薦　児童福祉文化財 特別推薦」に選定、「令和７年度 こども家庭庁　児童福祉文化賞 推薦作品」に選定・受賞される。２０２３年には大垣祭の天井画「黒龍と四つ姫の図」を制作奉納する。国立大学法人　東京藝術大学・デザイン科　非常勤講師（2017年-2021年）。学校法人桑沢学園　東京造形大学　絵本講師（2017年-2018年）。国選定保存技術　金唐革紙　製作技術保持者。一般社団法人　日本美術家連盟　会員（推薦者 中島千波）、一般財団法人　日本中国文化交流協会　会員、絵本学会　会員。

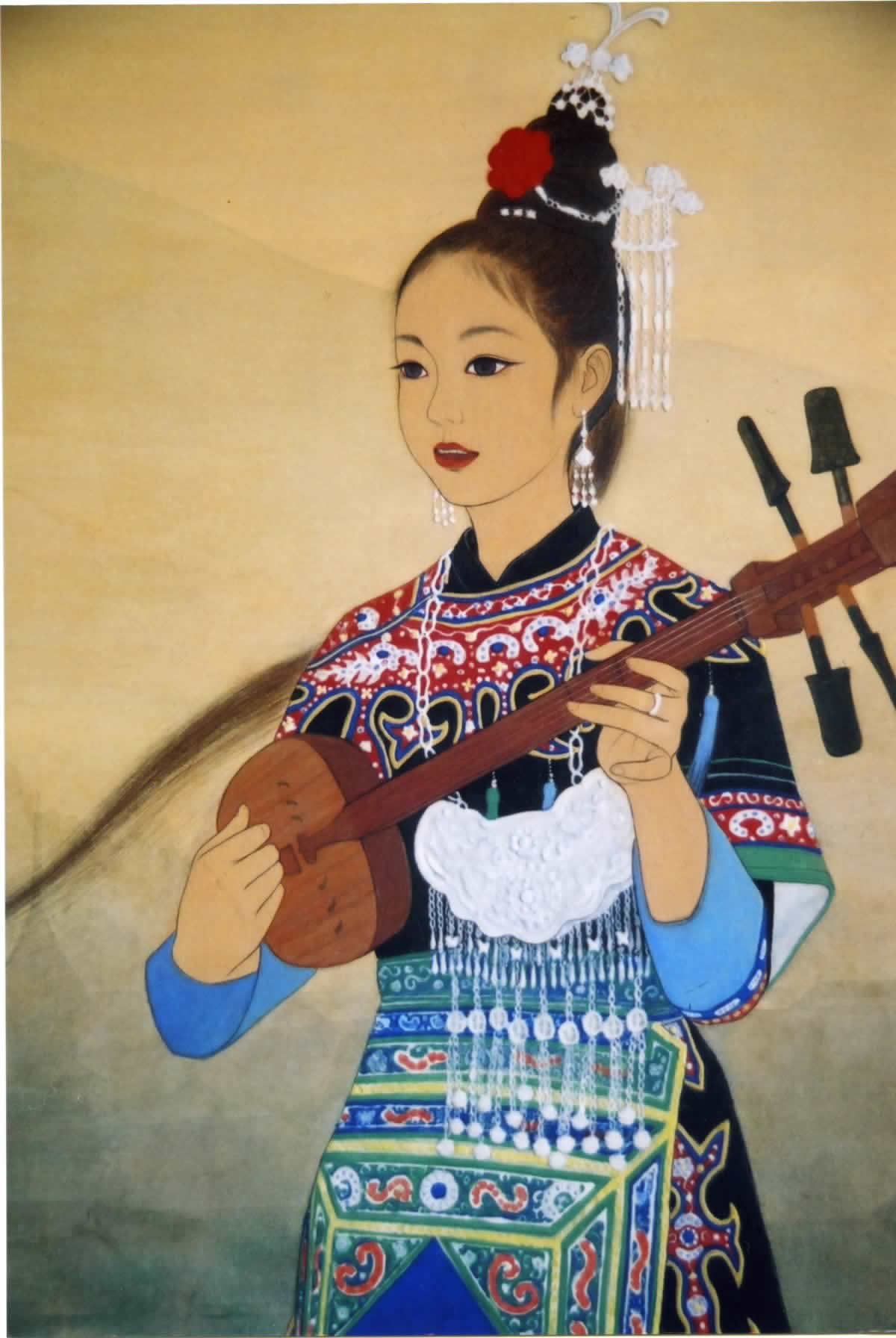
日本画作品「トン族琵琶歌～チャンファメイ（中華人民共和国 貴州省）」2008年 後藤 仁 制作（サイズ P25号・部分）

### 日本画代表作品
- 「黒龍と四つ姫の図」大垣祭天井画・杉板絵（変形100.5×100.5cm）
- 「天国の扉─華洛（からく）─」（変形273×182cm）
- 「天国の扉─日輪─」（S50号）
- 「曙光さすアンコール・ワット」（P60号）
- 「剣の舞（朝鮮舞踊）」（変形146×71cm）
- 「舞姫シータ（インド舞踊）」（変形140×70cm）
- 「妙なる国の少女（バリ島）」（F50号）
- 「クマリ─The Living Goddess─（ネパール）」（F50号）
- 「美粧（浅草芸妓）」（F40号）
- 「美しき村─Beautiful village─（ベトナム・花モン族）」（F30号）
- 「彩帯舞（中国ミャオ族）」（F30号）
- 「幸福の夜明け（スコータイ）」（F25号）
- 「トン族琵琶歌（中国貴州省）」（P25号）
- 「涅槃─NEHAN─（阿蘇五岳）」（変形1092×182cm）
- 「淡墨の桜（岐阜県根尾谷）」（F30号） 等[18]

## 画歴

### 年譜
- 1968年 兵庫県赤穂市生まれ。伯父はからくり人形師の後藤大秀。祖父は指物大工。
- 1983年 「第1回全国都市緑化フェア図画・ポスターコンクール」大阪府知事賞（最高賞）。
- 1984年 「太陽の日記念絵画コンクール」（審査委員長は岡本太郎）佳作賞。「旺文社主催全国学芸科学コンクール デザイン部門」旺文社賞（銀賞）。
- 1986年 「児童生徒美術展」（ビクトリア国立美術館／オーストラリア）。
- 1988年 大阪市立工芸高等学校美術科を首席で卒業。美術予備校の立川美術学院にて村上隆に学ぶ。
- 1995年 国重要文化財建造物等「金唐革紙」復元製作。以降、入船山記念館（呉市）、移情閣（神戸市）、旧岩崎邸（台東区）等の復元を手がける。ジャワ島・バリ島写生旅行、中華人民共和国（北京・西安）写生旅行。
- 1996年 東京藝術大学絵画科日本画専攻卒業、後藤純男に師事。後藤純男門下による「翔の会日本画展」（銀座松坂屋）に参加、以後2010年まで毎年開催。
- 1997年 イタリア・バチカン市国写生旅行。
- 1998年 NHK大河ドラマ「元禄繚乱」障壁画制作。
- 2000年 千葉銀行2000年度カレンダー作品採用。「三渓日本画賞展2000」入選（横浜三渓園）。
- 2002年 「新生展」入選（新生堂／東京都南青山）。「北の大地展」佳作（北海道）。
- 2004年 個展（新樹画廊目白）にインド大使夫妻、バチカン市国大使を招待。インド（北部・東部・西部）写生旅行。
- 2005年 タイ王国・カンボジア写生旅行。「名士寄贈書画工芸作品展」（毎日新聞主催。心斎橋大丸、のち毎日新聞ビル）以後2011年まで毎年出品。
- 2006年 ちばテレビ「ニュースC-MASTER」にて個展（ギャラリーアートサロン）取材・特集放映。
- 2007年 ベトナム写生旅行。NHK「にっぽん心の仏像」アトリエ取材・放映。「金唐革紙展」（大英博物館、ヴィクトリア&アルバート美術館／イギリス）。
- 2008年 中華人民共和国（貴州省・広西チワン族自治区）写生旅行。
- 2009年 ネパール・タイ王国写生旅行。「F展」大阪市立美術館館長奨励賞（大阪市立美術館）。
- 2010年 NHK「日曜美術館（遣唐使・美の遺産）」取材協力・放映。
- 2011年 タイ王国・ラオス写生旅行。
- 2012年 中華人民共和国（チベット・四川省）写生旅行。
- 2013年 絵本「ながいかみのむすめ チャンファメイ」を福音館書店より出版。絵本「犬になった王子 チベットの民話」を岩波書店より出版。
- 2014年 ミャンマー（ビルマ）写生旅行。絵本「犬になった王子 チベットの民話」がミュンヘン国際児童図書館「The White Ravens 国際推薦児童図書目録２０１４」に選定。
- 2015年 イタリア・ボローニャブックフェア Bologna Children’s Book Fair ２０１５に絵本「犬になった王子 チベットの民話」展示。
- 2016年 挿絵本「おしゃかさま物語」を佼成出版社より出版。スリランカ写生旅行。千葉テレビ「NEWSチバ９３０」アトリエ取材・特集放映。
- 2017年 学校法人桑沢学園 東京造形大学「絵本A・B」非常勤講師　就任。絵本「わかがえりのみず」を鈴木出版より出版。国立大学法人 東京藝術大学「デザイン科　アートアンドデザイン」非常勤講師　就任。絵本「金色の鹿」を子供教育出版より出版。
- 2018年 台湾写生旅行。中国（上海）写生旅行。
- 2019年 中日国際書画学術研討会、煙台職業学院書画芸術研究院 掲牌儀式・展覧会（中国山東省）。中華人民共和国（南京・揚州・西寧・敦煌莫高窟・上海）写生旅行。
- 2022年 絵本「青蛙緑馬」を浙江少年児童出版社（中華人民共和国）より出版。絵本「青蛙緑馬」が「百班千人キャンパス共同読書プログラム第41期」「2022年度クラウンキッズブック トップ100リスト」「第８回アリス絵本賞 最終候補リスト」に選定。
- 2023年 大垣祭〔ユネスコ無形文化遺産・国の重要無形民俗文化財〕中町 布袋軕（岐阜県大垣市）の天井画「黒龍と四つ姫の図」を制作奉納。
- 2024年 絵本「にじをかけたむすめ 中国・苗族（ミャオ族）のむかしばなし」をBL出版（ビーエル出版株式会社）より出版、毎日新聞　アジア平和の願い込め 中国の昔話を日本画の絵本に 千葉の画家製作　毎日新聞 2024/8/10・産経新聞　＜児童書＞『にじをかけたむすめ』宝迫典子文、後藤仁絵　産経新聞 2024/8/25に掲載。中華人民共和国（上海・雲南省 昆明 麗江 香格里拉・四川省 成都・北京）写生旅行。
- 2025年 絵本「にじをかけたむすめ」が令和６年度 こども家庭庁こども家庭審議会推薦「児童福祉文化財 特別推薦」に選定、令和７年度 こども家庭庁「児童福祉文化賞 推薦作品」に選定・受賞。

### 展覧会
日本画個展・グループ展、絵本原画展 開催地
- 東京都美術館、大阪市立美術館、赤穂市立田淵記念館、飛騨絵本美術館ポレポレハウス、JR藤並駅ちいさな駅美術館、上海・雲間美術館、煙台職業学院（中国山東省）、銀座教文館ナルニア国、丸善丸の内本店、銀座松坂屋、上野松坂屋、池袋東武、船橋東武、沼津西武、心斎橋大丸、京都髙島屋、柏そごう、町田小田急、丸広百貨店川越店、阿倍野区役所、大阪毎日新聞ビル、横浜三渓園、京葉銀行本店、ちばぎんアートギャラリー日本橋、オンワードギャラリー日本橋、同和火災ギャラリー日本橋、銀座田中貴金属ホール、ギャラリーアートサロン、ギャラリートーニチ新宿、ギャラリー銀座、新樹画廊目白、新生堂、ギャラリー昴、ざくろ坂ギャラリー一穂堂、画廊宮坂、他　個展15回余り・グループ展200回以上開催。

金唐革紙展 開催地
- 大英博物館、ヴィクトリア&アルバート美術館（イギリス）、紙の博物館、呉市立美術館、旧岩崎邸庭園、入船山記念館、フェルケール博物館静岡、江戸東京博物館、姫路市書写の里美術工芸館、箱根ラリック美術館、東京芸術劇場、第7回国際シンポジウムin長野（ホテル国際21）、小津和紙博物舗小津ギャラリー、OZONE新宿ショールーム、銀座一穂堂サロン、上方銀花、他多数。

各種絵画公募展の入選・受賞回数20回余り。

### 作品収蔵先
- 日本画作品収蔵先には、東京藝術大学、大阪府立工芸高等学校（大阪市帰属）、赤穂市立田淵記念館（赤穂市帰属）、大垣市・大垣祭保存会、上海・雲間美術館、八幡山宝蔵院天井画（埼玉県）、普門院（栃木県）、他。
- 金唐革紙製品収蔵先には、大英博物館、紙の博物館、旧岩崎邸庭園、入船山記念館、移情閣、他。
- 絵本作品収蔵先には、日本全国の図書館、学校、児童施設 等。東北等の図書館、学校、児童施設等に1500冊以上の筆者サイン入り絵本寄贈[19]。

### 講師
国立大学法人 東京藝術大学「デザイン科　アートアンドデザイン」非常勤講師（2017年-2021年）、学校法人桑沢学園 東京造形大学「絵本A・B」非常勤講師（2017年-2018年）、NHK文化センター（柏教室）「日本画講座」「鉛筆デッサン講座」講師、コープカルチャー（春日部教室）「日本画講座」講師、等。

### テレビ放送
日本画関係（個展・グループ展・アトリエの取材、放送）
- NHK BSハイビジョン「にっぽん心の仏像」出演（2007年8月13日放送）
- NHK「日曜美術館（遣唐使・美の遺産）」制作実演・取材協力（2010年5月2日放送）
- ちばテレビ「ニュースC-MASTER」饗宴～後藤仁美人画展特集・出演（2006年11月1日放送）
- JCN千葉 個展取材（2008年3月放送）
- JCNコアラ葛飾 出演（2010年1月27日放送）
- J:COM東関東 出演（2008年9月放送） 他

金唐革紙関係（展覧会・建造物・アトリエの取材、放送）
- NHK「首都圏ネットワーク」旧岩崎邸の金唐革紙撮影・製作実演（2003年7月1日、2005年5月26日放送）
- NHK「美の壺（壁紙）」旧岩崎邸の金唐革紙撮影（2011年9月11日放送）
- テレビ東京「世の中ガブッと！（建物再生）」旧岩崎邸の金唐革紙撮影・製作実演（2003年5月4日放送）
- テレビ東京「美の巨人たち（旧岩崎邸庭園）」金唐革紙撮影（2009年4月25日放送）
- テレビ東京「世界を変える100人の日本人」旧岩崎邸の金唐革紙撮影（2010年5月21日放送）
- TOKYO MXテレビ「日本名建築めぐり（旧岩崎邸）」金唐革紙撮影（2010年4月27日他放送）
- 関西テレビ・ちばテレビ「走れ！ガリバーくん（呉入船山記念館）」入船山記念館の金唐革紙撮影（2005年6月16日放送） 他

### 絵本
- 後藤仁 画、君島久子 再話、絵本『ながいかみのむすめ チャンファメイ（中国トン族の昔話）』（月刊絵本「こどものとも」通巻684号、2012年度3月号）2013年3月、福音館書店

　株式会社福音館書店 公式サイト『ながいかみのむすめ チャンファメイ』
- 後藤仁 絵、君島久子 文、絵本『犬になった王子 チベットの民話』（ISBN 978-4-00-111242-9）2013年11月15日、岩波書店

　株式会社岩波書店 公式サイト『犬になった王子 チベットの民話』
- 後藤仁 絵、本間正樹 文、挿絵本『おしゃかさま物語』2016年2月29日、佼成出版社

　株式会社佼成出版社 公式サイト『おしゃかさま物語』
- 後藤仁 絵、唯野元弘 文、絵本『わかがえりのみず（日本民話）』（月刊絵本「こどものくに　ひまわり版」第51巻 第6号、2017年度9月号）2017年8月1日、鈴木出版

- 後藤仁 絵、編集部 文、絵本『金色の鹿（バングラデシュ民話）』2017年12月1日、子供教育出版

- 後藤仁 絵、唐亜明 文・編集、絵本『青蛙緑馬（チベット民話）』（ISBN 978-7-5597-2468-7）2022年3月1日、浙江少年児童出版社

　中国图书对外推广网（China Book International／CBI）公式サイト『青蛙緑馬』〈アーカイブ〉
- 後藤仁 絵、宝迫典子 文、絵本『にじをかけたむすめ 中国・苗族（ミャオ族）のむかしばなし』（ISBN 978-4-7764-1138-3）2024年7月10日、BL出版

　ビーエル出版株式会社 公式サイト『にじをかけたむすめ 中国・苗族のむかしばなし』

### 画集
- 『赤穂市立美術工芸館田淵記念館 平成30年度特別展　～日本画画業35周年記念～後藤仁 日本画・絵本原画／後藤大秀 からくり人形　～赤穂出身の日本画家・絵本画家、初の里帰り展～　図録』2018年10月20日、赤穂市立美術工芸館 田淵記念館
- 『アーティストが表現する世界遺産』2008年10月、ART BOXインターナショナル ART BOXインターナショナル『アーティストが表現する世界遺産』作品画像 ART BOXインターナショナル『アーティストが表現する世界遺産』
- 『アーティストが表現する旅Ⅱ』2014年9月、ART BOXインターナショナル ART BOXインターナショナル『アーティストが表現する旅Ⅱ』
- 『GRAPHIC日本画年鑑』2005年版 - 2014年版、マリア書房
- 『月刊ボザール』（後藤仁特集ページ）2004年8月320号、社団法人美術愛好会 サロン・デ・ボザール
- 『月刊ボザール』（後藤仁特集ページ）2005年12月336号、社団法人美術愛好会 サロン・デ・ボザール

### その他の文献
- 後藤仁『正伝 金唐革紙の製作について』2012年1月、金唐革紙保存会
- 『にっぽん心の仏像100選 上』P116-117、2008年3月25日、NHK出版
- 「美術市場」2002年版 - 2014年版、経済界・美術新星社
- 「ヨミカル」（後藤仁・美人画講座特集）2010年2月20日号、読売・日本テレビ文化センター
- 「ちばぎんアートギャラリー10年の歩み」第I部p.22 第II部p.16、1999年11月30日、千葉銀行広報部
- 「日本と中国」（友好訪問・後藤仁特集記事）2013年3月15日、日中友好協会
- 「人民中国」（後藤仁絵本出版案内）2013年3月、人民中国雑誌社
- 「毎日新聞」千葉版（饗宴～後藤仁美人画展特集記事）2006年10月25日朝刊
- 「千葉日報」（饗宴～後藤仁美人画展特集記事）2006年10月25日朝刊
- 「神戸新聞」（新兵庫人輝く・後藤仁特集記事）2011年8月21日朝刊
- 「読売新聞」千葉版（後藤仁絵本出版特集記事）2013年2月28日朝刊
- 「静岡新聞」（金唐革紙展特集記事）2005年9月24日朝刊
- 「岐阜新聞」（後藤仁絵本原画展記事）2013年7月3日朝刊
- 「中日新聞」（後藤仁絵本原画展記事）2013年8月8日朝刊